# Крекінг-установка в Гонфревіль-л'Орше
Крекінг-установка в Гонфревіль-л'Орше – виробництво нафтохімічної промисловості на північному заході Франції.
З 1956 року на східній околиці порту Гавр у Гонфревіль-л'Орше діє піролізне виробництво, яке станом на середину 2010-х років має потужність у 515 тисяч тонн етилену на рік. При цьому установка парового крекінгу розрахована на споживання газового бензину (naphtha), що також призводить до продукування значної кількості інших ненасичених вуглеводнів – 300 тисяч тонн пропілену та 69 тисяч тонн бутадієну. 
Етилен використовують для полімеризації у поліетилен високої та низької щільності (по 240 тисяч тонн на рік), а також у виробництві етиленвінілацетату (45 тисяч тонн). Крім того, в Гонфревіль-л'Орше діє велике виробництво стиролу (отримують з етилену та бензолу), потужність якого наразі довели вже до 680 тисяч тонн на рік. Що стосується поліпропілену, то у Гонфревіль-л'Орше можуть продукувати 230 тисяч тонн цього полімеру.
Після вилучення із фракції С4 згаданого вище бутадієну залишається суміш, котра носить у нафтохімії назву raffinate 1. У Гонфревіль отримують 110 тисяч тонн цього продукту на рік, вилучений з якого під час подальшого фракціонування ізобутилен потрібен для виробництва високооктанової паливної присадки – етилтретинного бутилового етеру (75 тисяч тонн).